# Imre Lajos (irodalomtörténész, 1930–1970)
Imre Lajos (Imre Lajos János, Jászdózsa, 1930. január 31. – Szolnok, 1970. október 30.) irodalomtörténész, tanár. 

## Élete
Imre Lajos (1897–1967) és Bollók Mária Piroska fia. Gyermekkorát Jászdózsán töltötte, ott járt elemi iskolába. A negyedik elemi elvégzését követően édesapja kívánságra a kőszegi katonai középiskola tanulója lett, a gimnázium ötödik osztályát pedig már Jászapátiban végezte. 1948-ban érettségizett, későbbi feleségével, Tóth Anikó Viktóriával együtt, akivel 1949-ben Budapesten kötött házasságot. Magyar-történelem szakon szerzett középiskolai tanári oklevelet a budapesti egyetemen 1952-ben, és még ebben az évben megkezdte a tanítást. Az 1960-as években a Magyar Irodalomtörténeti Társaság választmányi tagja volt. Petőfi-kutatóként elsősorban a Petőfi Sándor és Tompa Mihály közötti ellentét alakulásának elemzésével és dokumentálásával foglalkozott. Agyvérzésben hunyt el 1970-ben.

## Fontosabb művei
- A műfaj kérdései Petőfi 1848–49-es lírájában (Irod. tört. Közl., 1962)
- Petőfi második felsőmagyarországi útja (Budapest, 1970)